# The Art of Partying
The Art of Partying från 2007 är Municipal Waste's andra studioplatta släppt hos Earache records

## Låtförteckning
1. Pre-Game 00:39
2. The Art of Partying 02:04
3. Headbanger Face Rip 01:51
4. Mental Shock 01:48
5. A.D.D. (Attention Deficit Destroyer) 02:12
6. The Inebriator 02:07
7. Lunch Hall Food Brawl 01:58
8. Beer Pressure 02:37
9. Chemically Altered 02:21
10. Sadistic Magician 02:09
11. Open Your Mind 01:55
12. Radioactive Force 02:27
13. Septic Detonation 01:20
14. Rigorous Vengeance 02:12
15. Born to Party 04:20